# Apicia tibiaria
Apicia tibiaria är en fjärilsart som beskrevs av Mcdunnough 1940. Apicia tibiaria ingår i släktet Apicia och familjen mätare. Inga underarter finns listade i Catalogue of Life.